# هاري ماكدونالد
هاري ماكدونالد (2 أغسطس 1861 - 15 أغسطس 1936) (بالإنجليزية: Harry MacDonald)‏ هو لاعب كريكت بريطاني (وحمل سابقاً جنسية المملكة المتحدة لبريطانيا العظمى وأيرلندا).